# William Shanks
William Shanks (ur. 25 stycznia 1812 w Corsenside, zm. 1882 w Houghton-le-Spring) – brytyjski matematyk amator, znany z obliczenia liczby π.

## Życiorys
Shanks zajmował się matematyką w czasie wolnym, pod wpływem Williama Rutherforda skupił się na obliczeniu rozszerzenia liczby π. W 1853 roku Shanks opublikował książkę pt. Contributions to mathematics. Tego samego roku William Rutherford, nauczyciel Shanksa, podał liczące 440 miejsc rozszerzenie liczby π. Później w tym samym roku, przy współpracy z Shanksem, opublikowali pracę, w której przedstawili rozszerzenie liczące 530 miejsc. Jeszcze w tym samym roku Shanks opublikował obliczenie liczby π z 607 miejscami po przecinku. W następnych latach skupił się na innych działach matematyki, między 1854 i 1874 opublikował dziewięć artykułów w Proceedings of the Royal Society of London. W 1873 roku zaprezentował rozwinięcie liczby π do 707 miejsc po przecinku, jednakże popełnił błąd na 528. miejscu, co wykazał w 1944 roku D. F. Ferguson. W swoich pracach korzystał z wzoru opracowanego w 1706 roku przez Johna Machina.
Urodzony 25 stycznia 1812 roku w Corsenside. Zmarł w czerwcu 1882 roku w Houghton-le-Spring i został 17 czerwca pochowany na Houghton Hillside Cemetery. Żonaty z Jane Elizabeth Pringle (1815−1904) od 1846 roku.